# Lesão de Dieulafoy
Lesão de Dieulafoy é uma condição médica na qual uma arteríola tortuosa erode no estômago, podendo causar hemorragia digestiva alta.
A maioria das lesões ocorrem na porção superior do estômago. Ao contrário de outras causas de sangramento digestivo, os pacientes com lesão de Dieulafoy não costumam apresentar história de abuso de álcool ou de anti-inflamatórios não esteroides.

## Sinais e sintomas
Os sinais e sintomas mais comuns costumam ser hematêmese e/ou melena.

## Diagnóstico
A doença pode ser diagnosticada endoscopicamente.

## Tratamento
A doença pode ser tratada endoscopicamente através de injeção de vasoconstrictores. Na ordem de preferência: 1º escleroterapia endoscópica, 2º embolização angiográfica e 3º hemóstase cirúrgica. 